# Mary Akrami
Mary Akrami (pers. ‏آیت‌الله روح‌الله خمینی‎; ur. 1975 lub 1976) – afgańska działaczka na rzecz praw kobiet, założycielka i wieloletnia dyrektorka Afghan Women Skills Development Center (AWSDC).  

## Życiorys
W 2001 reprezentowała afgańskie społeczeństwo obywatelskie na konferencji poświęconej Afganistanowi w Bonn. Wydarzenie miało miejsce po obaleniu rządu Talibów w tym samym roku.
W 2003 AWSDC otworzyło w Kabulu pierwsze w kraju schronisko dla kobiet, oferujące pomoc prawną, kursy alfabetyzacji, wsparcie psychologiczne oraz szkolenia z podstawowych umiejętności. Pod kierownictwem Mary Akrami część podopiecznych zdecydowała się publicznie oskarżyć swoich oprawców i wnieść przeciwko nim sprawy do sądu, co wcześniej było w Afganistanie niemal niespotykane. W późniejszych latach sieć schronisk kierowanych przez Akrami rozrosła się do ponad 20 placówek, które udzieliły wsparcia ponad 20 tysiącom kobiet. W lipcu 2021 roku azyle te wciąż funkcjonowały. Za swoją działalność Akrami spotykała się z groźbami.
Od 2018 pełni funkcję dyrektorki wykonawczej Afghan Women’s Network.

## Nagrody i wyróżnienia
W 2007 otrzymała Międzynarodową Nagrodę dla Kobiet Niezwykłej Odwagi, a w 2016 została uwzględniona na liście BBC 100 Women jako jedna z najbardziej inspirujących i wpływowych kobiet roku.